# الكلية الفيتنامية الأمريكية للتدريب المهني
الكلية الفيتنامية الأمريكية للتدريب المهني هي كلية دولية خاصة تقع في مدينة هو تشي منه، فيتنام.

## الروابط الخارجية
1. ↑  "Broward College, Vietnam". Browardcollege.edu.vn. مؤرشف من الأصل في 2018-04-03. اطلع عليه بتاريخ 2013-09-09.
2. ↑  VATC, Vietnamese-American Vocational Training College. "Trường Cao Đẳng Nghề Việt Mỹ VATC" (بالفيتنامية). Archived from the original on 2017-09-11.